# Papa Pio VIII
Pio VIII, nascido Francesco Saverio Maria Felice Castiglione (Cingoli, 20 de novembro de 1761 – Roma, 30 de novembro de 1830), foi Papa da Igreja Católica e Soberano dos Estados Papais de 31 de março de 1829 até a data da sua morte. Era parente do Papa Celestino IV.
Estudou direito canónico e em 1800 foi nomeado arcebispo de Montalto e elevado a Cardeal em 1816.
Eleito Papa, iniciou reformas nos Estados Papais. Condena em encíclica as sociedades bíblicas e as sociedades secretas.

## Início da vida
Francesco Saverio Castiglioni nasceu em Cingoli, Marche, o terceiro de oito filhos do conde Ottavio Castiglioni e sua esposa Sanzia Ghislieri. Seu nome batismal foi registrado como Francesco Saverio Maria Felice. Um dos seus antepassados foi o Papa Celestino IV. Estudou no Collegio Campana, administrado pela Sociedade de Jesus e, depois, na Universidade de Bolonha, onde obteve doutorado em direito canônico e civil em 1785. Foi ordenado sacerdócio em Roma em 17 de dezembro de 1785.
Ele serviu como Vigário Geral de Anagni (1788-1790), Fano (1790-1797) e Ascoli Piceno (1797-1800).

## Episcopado e cardinalato
Em 11 de agosto de 1800, Castiglioni foi nomeado bispo de Montalto. Ele recebeu consagração episcopal em 17 de agosto em Roma, na Igreja de Santi Domenico e Sisto. O cardeal Giuseppe Doria Pamphili serviu como consagrante, assistido por Nicola Buschi e Camillo Campanelli. Ele se recusou a jurar lealdade a Napoleão Bonaparte ou a seu estado cliente, o Reino da Itália. Em 29 de julho de 1808, ele foi preso e levado para Milão. Castiglioni foi posteriormente levado para Pavia, Mântua e depois Turim, onde ele chegou em 10 de novembro de 1813. Em 18 de novembro, ele foi levado de volta a Milão. Finalmente, depois que Napoleão caiu, Castiglioni retornou à sua diocese em 16 de junho de 1814. Foi elogiado pelo Papa Pio VII, que em 1816 o elevou ao cardinalado como cardeal-padre de Santa Maria na Traspontina. Ele ocupou vários altos cargos depois, incluindo o da Penitenciária Apostólica. Ele logo se tornou um cardeal-bispo da cidade suburbana de Frascati.
Castiglioni foi considerado o principal candidato no Conclave de 1823. Ele era conhecido por estar perto de Pio VII, que costumava se referir a Castiglioni como "Pio VIII". No entanto, ele não obteve os votos necessários, em parte devido à controvérsia em torno de uma aliança entre ele e outro secretário de Estado favorito, Ercole Consalvi. O cardeal Annibale della Genga foi eleito em vez disso, e ele recebeu o nome de Papa Leão XII.

## Papado

### Eleição

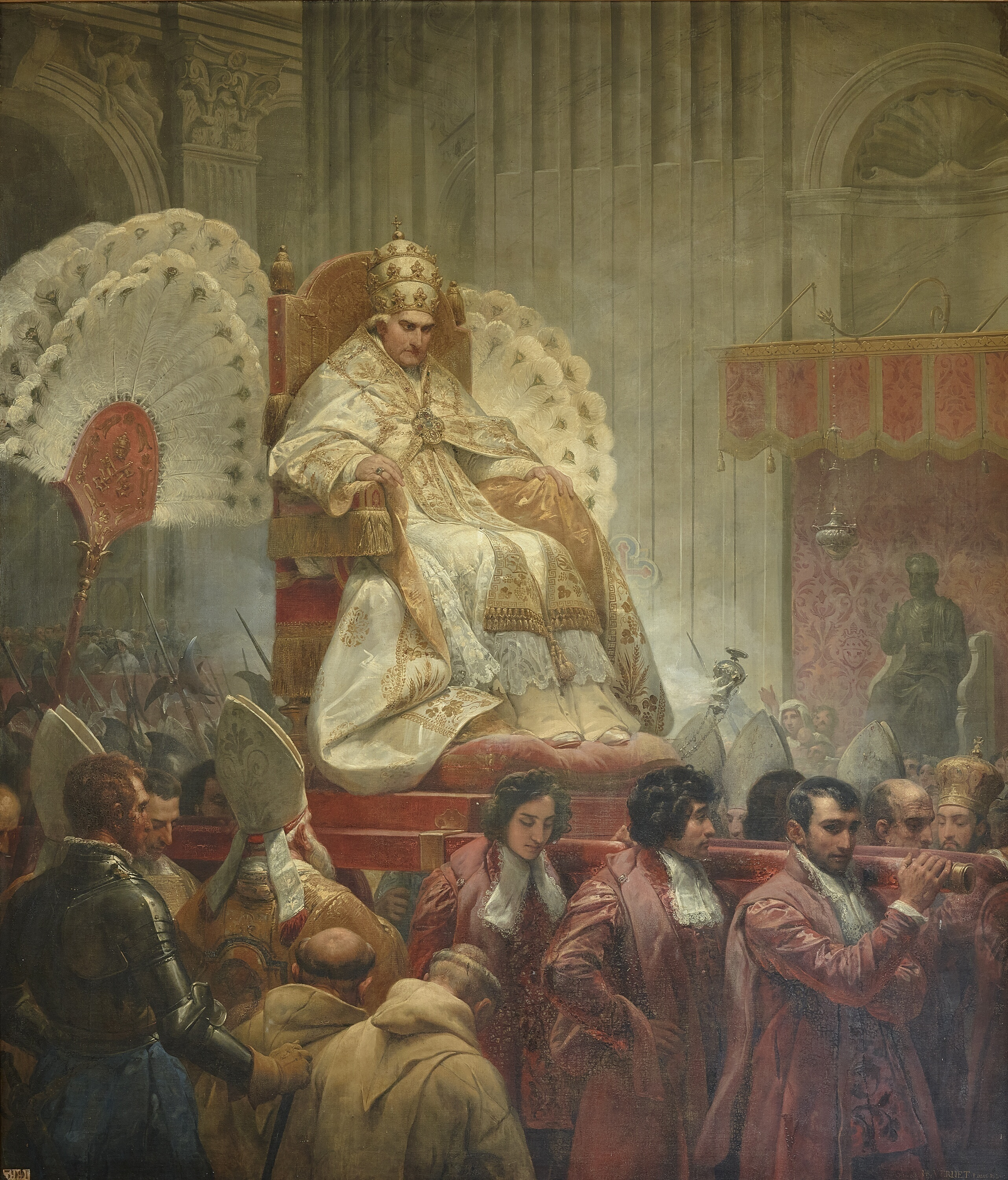
Pio VIII sendo carregado na sedia gestatória para a Basílica de São Pedro em Roma, pintura de Horace Vernet, 1829.

Após a morte do Papa Leão XII em 1829, Castiglioni foi novamente considerado um dos principais candidatos, embora tenha sido questionado devido à sua saúde frágil. Apesar dessas preocupações, ele foi eleito papa no conclave papal de 1829. Dado que o Papa Pio VII se referia a ele como Pio VIII, parecia adequado que fosse o nome pontifício que ele escolheu. Ele foi coroado em 5 de abril de 1829 pelo cardeal Giuseppe Albani.

### Modernismo e traduções bíblicas

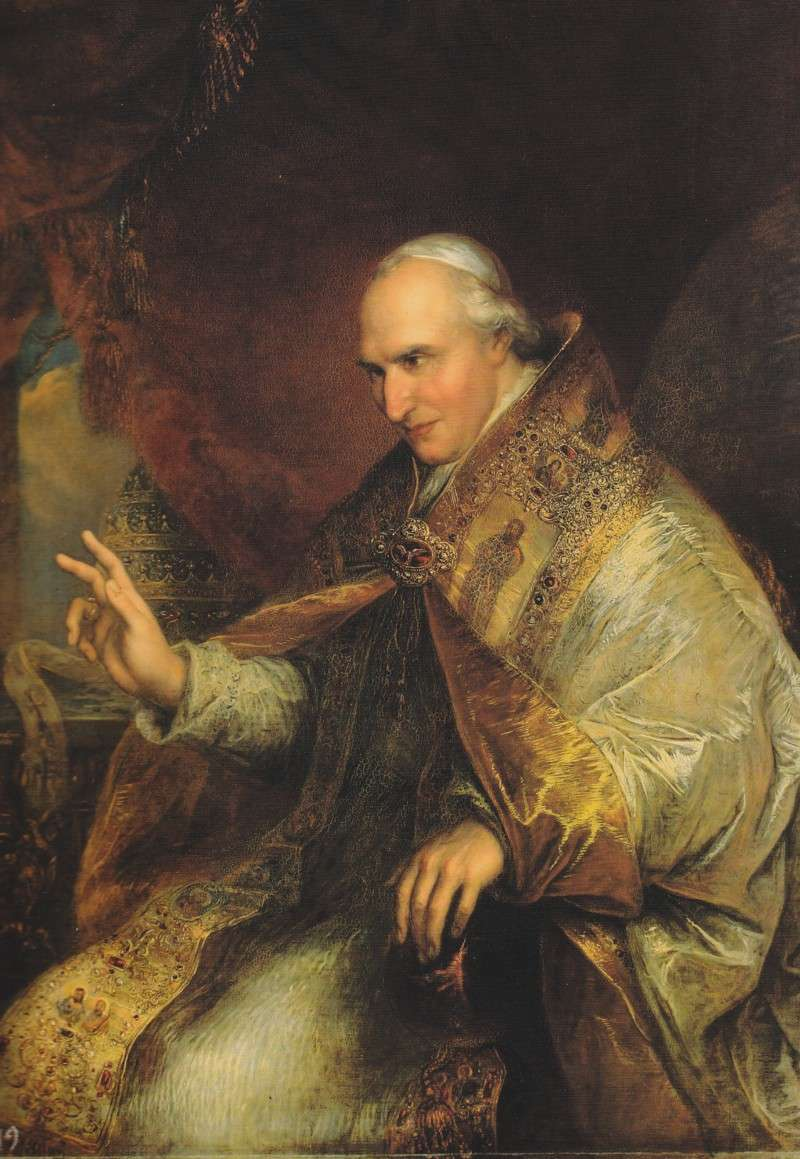
Papa Pio VIII, pintura de Ferdinando Cavalleri, 1829

Como papa Pio VIII, ele iniciou algumas reformas nos Estados papais. Em 24 de maio de 1829, ele emitiu uma encíclica, Traditi humilitati. No que diz respeito ao pluralismo religioso, ele condenou o "artifício sujo dos sofistas dessa época" que colocaria o catolicismo em pé de igualdade com qualquer outra religião. Em relação às traduções da Bíblia, ele escreveu nessa encíclica:
Também devemos ter cuidado com os que publicam a Bíblia com novas interpretações contrárias às leis da Igreja. Eles habilmente distorcem o significado por sua própria interpretação. Eles imprimem as Bíblias no vernáculo e, absorvendo uma despesa incrível, as oferecem de graça mesmo para os sem instrução. Além disso, as Bíblias raramente têm pequenas inserções perversas para garantir que o leitor absorva seu veneno letal em vez da água da salvação.
Em 25 de março de 1830, no breve Litteris altero, ele condenou as sociedades secretas maçônicas e as traduções bíblicas modernistas. Pio VIII aceitou a situação em casamentos mistos entre protestantes e católicos na Alemanha, mas se opôs a mudanças na Irlanda e na Polônia, que ainda eram fortemente católicas. Em Litteris altero abhinc, ele declarou que um casamento misto só poderia ser abençoado por um padre se fossem feitas promessas apropriadas para educar os filhos do casamento como católicos.

### Outras atividades
Seu breve pontificado viu a Emancipação Católica no Reino Unido e a Revolução de Julho na França, que ocorreu em 1829 e 1830, respectivamente. Pio VIII reconheceu Luís Filipe I (1830 a 1848) como rei francês e permitiu que ele usasse o título habitual do rei francês "Roi Très Chretien", que significa "Sua Majestade Cristã".
Pio VIII também possuía três consistórios nos quais ele elevou um total de seis homens ao cardinalato. Ele realizou essas cerimônias em 27 de julho de 1829, 15 de março de 1830 e 5 de julho de 1830.
Ele não canonizou santos durante seu breve pontificado, mas beatificou dois indivíduos. Em 23 de dezembro de 1829, beatificou Benincasa da Montepulciano e, em 4 de março de 1830, beatificou Chiara Gambacorti. Em 1830, Pio VIII proclamou São Bernardo de Claraval como médico da Igreja.
De notável importância para o futuro é uma carta sua a um bispo francês, na qual ele permitiu obter juros moderados (sob o princípio de obter lucro investindo o capital emprestado; veja Vix pervenit para a discussão do tópico).
Sendo, naquela época, chefe do Estado romano, ele permaneceu popular por décadas por remover as chamadas cancelletti (grades) das tabernas, que Leão XII havia ordenado que fossem colocadas ali para impedir o consumo de vinho, a menos que acompanhado por um refeição. Foi escrito sobre ele um poema que dizia: "Allor che il sommo Pio / compare inanzi a Dio / gli domandò: Che hai fatto? / Rispose: Nient'ho fatto. / Corresser gli angeletti: / Levò i cancelletti." (Que é aproximadamente em português: no momento em que o mais alto Pio / se aproximou de Deus no mais alto / perguntou a ele: o que você fez? / Ele respondeu: "Não há nada que eu tenha feito." / Mas os anjos estão presentes sabia melhor: / "Ele cancelou o cancelador".)

### Saúde e morte

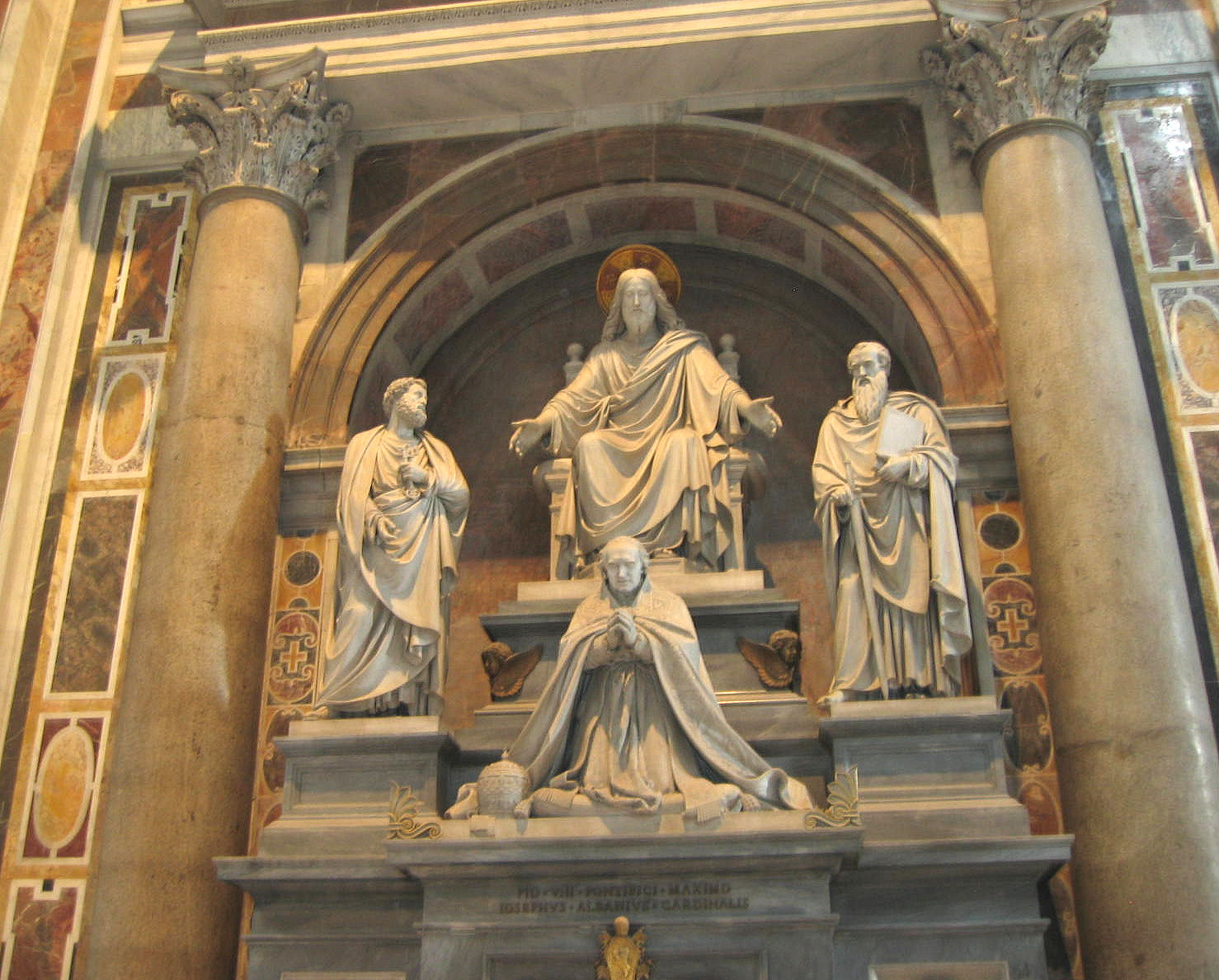
Túmulo do Papa Pio VIII pelo escultor Pietro Tenerani

Pio VIII estava em péssimo estado de saúde durante a maior parte de seu papado. Ele ficou muito doente no início de novembro de 1830, desenvolvendo fístulas no pescoço e no joelho enquanto todo o corpo estava coberto de pústulas, que os médicos conseguiram administrar até 15 de novembro. Pio VIII ficou gravemente doente em 23 de novembro e teve dificuldades em respirar pelas três noites seguintes, até receber o viático em 28 de novembro e a extrema-unção no mesmo dia. Ele morreu em 30 de novembro de 1830, aos 69 anos, no Palácio Quirinal, em Roma.
Certas teorias surgiram sugerindo que Pio VIII foi envenenado, mas nenhuma prova foi encontrada para verificar essa afirmação. O cardeal Camillo di Pietro fez a oração fúnebre para o falecido papa, antes que os cardeais entrassem no conclave para escolher um sucessor. Pio VIII foi sucedido pelo papa Gregório XVI.

## Brasão
- Descrição: Escudo eclesiástico. Em campo de goles um leão de argente sustentando uma torre com ameias guelfas de jalde lavrada, aberta e fenestrada de sable - Armas dos Castiglioni. O escudo está assente em tarja branca. O conjunto pousado sobre duas chaves decussadas, a primeira de jalde e a segunda de argente, atadas por um cordão de goles, com seus pingentes. Timbre: a tiara papal de argente com três coroas de jalde. Quando são postos suportes, estes são dois anjos de carnação, sustentando cada um, na mão livre, uma cruz trevolada tripla, de jalde.
- Interpretação: O escudo obedece às regras heráldicas para os eclesiásticos. Nele estão representadas as armas familiares do pontífice, os Castiglioni, à qual também pertenceu o Papa Celestino IV. O campo de goles (vermelho) simboliza: o fogo da caridade inflamada no coração do Soberano Pontífice pelo Divino Espírito Santo, que o inspira diretamente do governo supremo da Igreja, bem como valor e o socorro aos necessitados, que o Vigário de Cristo deve dispensar a todos os homens. O leão, símbolo de força e poder, e neste caso, do próprio pontífice, sendo de argente (prata) traduz: inocência, castidade, pureza e eloqüência.

A torre lembra a Igreja protegida pela força do Sucessor de Pedro e sendo de jalde (ouro) simboliza: nobreza, autoridade, premência, generosidade, ardor e descortínio; estando aberta, traduz receptividade e acolhida, e o esmalte sable (preto) de suas portas e janelas abertas traduz sabedoria, ciência, honestidade e firmeza. Os elementos externos do brasão expressam a jurisdição suprema do papa. As duas chaves "decussadas", uma de jalde (ouro) e a outra de argente (prata) são símbolos do poder espiritual e do poder temporal. E são uma referência do poder máximo do Sucessor de Pedro, relatado no Evangelho de São Mateus, que narra que Nosso Senhor Jesus Cristo disse a Pedro: "Dar-te-ei as chaves do reino dos céus, e tudo o que ligares na terra será ligado no céu, e tudo o que desligares na terra, será desligado no céu" (Mt 16, 19).
Por conseguinte, as chaves são o símbolo típico do poder dado por Cristo a São Pedro e aos seus sucessores. A tiara papal usada como timbre, recorda, por sua simbologia, os três poderes papais: de Ordem, Jurisdição e Magistério, e sua unidade na mesma pessoa.

## Ordenações[10]

### Ordenações episcopais
Foi o principal sagrante dos seguintes bispos:
E foi consagrante de:
- Pietro Leopardi † (1806)